# 魏景昌
魏景昌（?—?），河南汝南人，北京大学物理系肄业，北京钢铁工业学院（今北京科技大学）首任党支部书记（1952年12月-1953年10月），副院长（1952年12月-1956年6月），学院创始人之一。